# 塞伊梅尼鄉 (康斯坦察縣)
44°23′0″N 28°4′0″E / 44.38333°N 28.06667°E
塞伊梅尼鄉（羅馬尼亞語：Comuna Seimeni, Constanța），是羅馬尼亞的鄉份，位於該國西南部，由康斯坦察縣負責管轄，面積89平方公里，海拔高度41米，2007年人口2,115，人口密度每平方公里24人。